# Bo Knape
Bo Karl-Olof Knape (Gotemburgo, 16 de agosto de 1949) es un deportista sueco que compitió en vela en la clase Soling. Participó en los Juegos Olímpicos de Múnich 1972, obteniendo una medalla de plata en la clase de Soling.

## Palmarés internacional
| Juegos Olímpicos | Juegos Olímpicos | Juegos Olímpicos | Juegos Olímpicos |
| Año              | Lugar            | Medalla          | Clase            |
| ---------------- | ---------------- | ---------------- | ---------------- |
| 1972             | Múnich (RFA)     | Medalla de plata | Soling           |